# 小牧市立米野小学校
小牧市立米野小学校（こまきしりつ こめのしょうがっこう）は、愛知県小牧市にある市立の小学校である。
掃除の時間にはタイプライターが流れ、放課の時間にはビューティフルネームという名曲が流れる。
元々の住所は北外山入鹿新田という大字だったが小牧市中心部の区画整理の影響で1993年に中央5丁目に住所が変わっている。

## 沿革
- 1970年（昭和45年） - 創立。

## 周辺
- イオン小牧店
- 大山川
- 妙林寺